# Melissa Gilbert
Melissa Ellen Gilbert (ur. 8 maja 1964 w Los Angeles) – amerykańska aktorka telewizyjna, znana najlepiej z roli Laury Ingalls w serialu Domek na prerii, którą odtwarzała przez 10 lat. Gilbert grywa regularnie, choć są to raczej niskobudżetowe produkcje telewizyjne – głównie dramaty obyczajowe.

## Życiorys
W roku 1985 została uhonorowana własną gwiazdą w Hollywoodzkiej Alei Sław za rolę w filmie „Sylwester”, stając się najmłodszą osobą w historii w ten sposób nagrodzoną. Rekord ten został pobity w roku 2004 przez siostry Mary-Kate i Ashley Olsen.
W latach 2001–2005 była prezesem Stowarzyszenia Aktorów Filmowych (The Screen Actors Guild). W roku 2012 wystąpiła w amerykańskiej edycji Tańca z Gwiazdami, zajmując ostatecznie piąte miejsce.
W sierpniu 2015 roku aktorka zapowiedziała start w wyborach do Kongresu ze stanu Michigan, w którym zamieszkuje.
Wydała trzy książki. W roku 2009 autobiograficzną Prairie Tale: A Memoir. W 2014 autobiograficzno-kulinarną My Prairie Cookbook: Memories and Frontier Food from My Little House to Yours oraz opowiadanie dla dzieci Daisy and Josephine.
Jest wnuczką scenarzysty Harry’ego Crane’a, adoptowaną córką Paula Gilberta i siostrą aktorów Sary i Jonathana Gilbertów. Ma dwóch synów.

## Filmografia

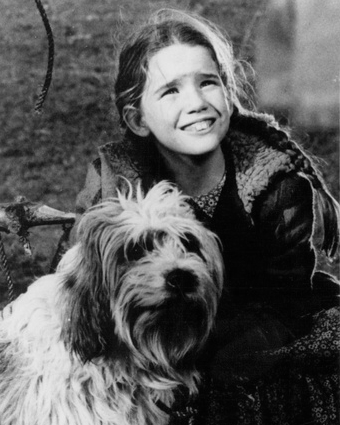
Melissa Gilbert w roli Laury Ingalls na planie serialu Domek na prerii

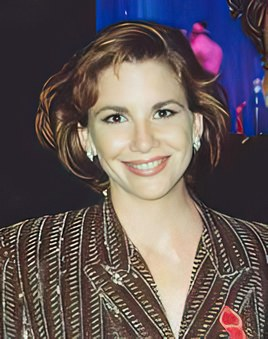
Melissa Gilbert na ceremonii rozdania Nagród Emmy (1991)

Filmy kinowe, telewizyjne, krótkometrażowe i direct-to-video
- 2019: When We Last Spoke jako Ruby
- 2018: Hometown Christmas (TV) jako Mary Russell
- 2017: Tenure (TV) jako Tilly Masters
- 2015: Lisa Daly (krótki) jako Ellen
- 2011: The Christmas Pageant (TV) jako Vera Parks
- 2007: Przebaczyć sercu (Sacrifices of the Heart, TV) jako Kate Weston / Anne Weston
- 2007: Bezpieczna przystań (Safe Harbour, video) jako Ophelia MacKenzie
- 2005: Krew nie woda (Thicker Than Water, TV) jako Natalie
- 2004: Burzliwa noc (Heart of the Storm, TV) jako Cassie Broadbeck
- 2004: Żony Hollywoodu: Nowe pokolenie (Hollywood Wives: The New Generation, TV) jako Taylor Singer
- 2003: Then Came Jones (TV) jako Devon Jones Thomas
- 2001: Sanktuarium (Sanctuary, TV) jako Jo Ellen Hathaway
- 2000: Wizja morderstwa - historia Donielle (A Vision of Murder: The Story of Donielle, TV) jako Donielle
- 1999: Zamienione przy urodzeniu (Switched at Birth, TV) jako Sarah Barrlow
- 1999: The Soul Collector (TV) jako Rebecca
- 1998: Zaginione dzieciństwo (Her Own Rules, TV) jako Meredith Sanders
- 1998: Morderstwo przy Brzozowej (Murder at 75 Birch, TV) jako Gwen Todson
- 1997: Ukochana z dzieciństwa (Childhood Sweetheart?, TV) jako Karen Carlson
- 1997: Plon kłamstwa (Seduction in a Small Town, TV) jako Sarah Jenks
- 1996: Miłość pod choinkę (Christmas in My Hometown, TV) jako Emma Murphy
- 1995: Zoja (Zoya, TV) jako Zoja Ossipov
- 1994: Cries from the Heart (TV) jako Karen
- 1994: Wbrew jej woli (Against Her Will: The Carrie Buck Story, TV) jako Melissa Prentice
- 1994: Dzieciorób (Babymaker: The Dr. Cecil Jacobson Story, TV) jako Mary Bennett
- 1993: Pogoń za prawdą (Dying to Remember, TV) jako Lynn Matthews
- 1993: Dom tajemnic (House of Secrets, TV) jako Marion Ravinel
- 1993: Zawiedzione zaufanie (Shattered Trust: The Shari Karney Story, TV) jako Shari Karney
- 1993: Złe zamiary (With Hostile Intent, TV) jako Miranda Berkley
- 1993: Family of Strangers (TV) jako Julie
- 1992: With a Vengeance (TV) jako Jenna King/Valerie Tanner
- 1990: The Lookalike (TV) jako Gina/Jennifer
- 1990: Dawca (Donor, TV) jako doktor Kristine Lipton
- 1990: Serce Joshuy (Joshua's Heart, TV) jako Claudia
- 1991: Michael Landon - Radosne wspomnienia (Michael Landon: Memories with Laughter and Love, video) jako ona sama
- 1990: Zakazane noce (Forbidden Nights, TV) jako Judith Shapiro
- 1990: Bez jej zgody (Without Her Consent, TV) jako Emily Briggs
- 1989: Chameleons (TV)
- 1989: Ice House (TV) jako Kay
- 1988: Instynkt mordercy (Killer Instinct, TV) jako doktor Lisa DaVito
- 1987: Krwawy trop, czyli historia mafijnej żony (Blood Vows: The Story of a Mafia Wife, TV) jako Marian
- 1986: The Penalty Phase (TV) jako Leah Furman
- 1986: Choices  (TV) jako Terry Granger
- 1986: Drug Free Kids: A Parents' Guide (video) jako ona sama
- 1985: Koń imieniem Sylwester (Sylvester, TV) jako Charlie
- 1984: Domek na prerii: Błogosław wszystkim dzieciom (Little House: Bless All the Dear Children, TV) jako Laura Ingalls Wilder
- 1984: Family Secrets (TV) jako Sara Calloway
- 1984: Domek na prerii: Ostatnie pożegnanie (Little House: The Last Farewell, TV) jako Laura Ingalls Wilder
- 1983: Domek na prerii: Spojrzenie w przeszłość (Little House: Look Back to Yesterday, TV) jako Laura Ingalls Wilder
- 1983: Choices of the Heart (TV) jako Jean Donovan
- 1982: Hollywood’s Children (video) jako ona sama
- 1981: Splendor in the Grass (TV) jako Deanie Loomis
- 1980: Pamiętnik Anny Frank (The Diary of Anne Frank, TV) jako Anna Frank
- 1979: Little House Years (TV) jako Laura Ingalls
- 1979: Cudotwórczyni (The Miracle Worker, TV) jako Helen Keller
- 1979: Nutcracker Fantasy jako Clara
- 1977: Christmas Miracle in Caufield, U.S.A. (TV) jako Kelly Sullivan
- 1974: Domek na prerii (Little House on the Prairie, TV) jako Laura Ingalls
- 1967: The Reluctant Astronaut jako siostrzenica (nazwisko nie pojawia się w czołówce)

Seriale telewizyjne – występy regularne
- 1994–1995: Sweet Justice jako Kate Delacroy
- 1992–1994: Batman jako Barbara Gordon/Batgirl (głos)
- 1992: Stand by Your Man jako Rochelle Dumphy
- 1974–1983: Domek na prerii (Little House on the Prairie / Little House: A New Beginning) jako Laura Ingalls

Seriale telewizyjne – występy gościnne
- 2015: Nocna zmiana (The Night Shift, od 2014) jako Lindsay (1 odcinek)
- 2015: Podejrzany (Secrets and Lies, 2015-16) jako Lisa Daly (5 odcinków)
- 2006: Bez skazy (Nip/Tuck, 2003–2010) jako Shari Noble (1 odcinek)
- 2005: Siódme niebo (7th Heaven, 1996–2007) jako Marie Wagner (1 odcinek)
- 2003: Storyline Online, 2003–2010 jako nieznana (1 odcinek)
- 2002: Lekarze marzeń (Presidio Med, 2002–2003) jako Grace Bennett (1 odcinek)
- 2002: Powrót do Providence (Providence, 1999–2002) jako Lorna Berlin (1 odcinek)
- 1998: Dotyk anioła (Touched by an Angel, 1994−2003) jako Michelle Tanner (1 odcinek)
- 1998: Po tamtej stronie (The Outer Limits, 1995–2002) jako Teresa Janovitch (1 odcinek)
- 1996: Babylon 5, 1994–1998 jako Anna Sheridan (3 odcinki)
- 1991: The Hidden Room, 1991–1993 jako nieznany (1 odcinek)
- 1985: Faerie Tale Theatre, 1982–1987 jako Gerda (1 odcinek)
- 1978: Statek miłości (The Love Boat, 1977–1986) jako Rocky Simpson (1 odcinek)
- 1973: Tenafly, 1973–1974 jako siostra Suzie (1 odcinek)
- 1972: Emergency!, 1972–1979 jako Jenny (1 odcinek)
- 1972: Gunsmoke, 1955–1975 jako córka Spratta (1 odcinek)
- 1968: The Dean Martin Show, 1965-1974 jako dziewczynka na kolanach Św. Mikołaja (1 odcinek, nazwisko nie pojawia się w czołówce)

Inna działalność (wybór)
- 2008–2010: Domek na prerii (musical) jako Caroline Ingalls
- 2009: Entertainment Tonight jako ona sama
- 2007: Weekend Today jako ona sama
- 2000: Child Stars: Their Story (reżyseria)
- 1996: ABC Afterschool Specials (reżyseria, 1 odcinek)
- 1977: Circus, Lions, Tigers and Melissas Too (telewizyjny show) jako ona sama

## Nagrody
- Złote Globy
  - 1981: Nominacja dla Najlepszej aktorki we serialu dramatycznym (Domek na prerii)
- Nagroda Emmy
  - 1980: Nominacja dla Najlepszej aktorki w miniserialu lub filmie telewizyjnym (Cudotwóczyni)
- Young Artist Award
  - 1984: Najlepsza młoda aktorka w serialu dramatycznym (Domek na prerii)
  - 1983: Najlepsza młoda aktorka w serialu dramatycznym (Domek na prerii)
  - 1982: Nominacja dla Najlepszej młodej aktorki w filmie telewizyjnym (Splendor in the Grass)
  - 1980: Nominacja dla Najlepszej aktorki dziecięcej w serialu lub filmie telewizyjnym (Domek na prerii)